# Вилијам Келин Млађи
Вилијам Келин Млађи (енгл. William G. Kaelin Jr; Њујорк, 23. новембар 1957) амерички је лекар, научник и добитник Нобелове награде за физиологију или медицину 2019. за истраживање о томе како ћелије осећају промену доступног кисеоника и како се њој прилагођавају.
Награду је поделио с Грегом Л. Семензом (енгл. Gregg L. Semenza) и  Питером Џ. Ратклифом (енгл. Peter J. Ratcliffe).

## Живот и каријера
Вилијам Келин Млађи рођен ју Њујорку, 23. новембра 1957. године. 
Студирао је хемију и математику на Универзитету Дјук у Дараму, у америчкој савезној држави Северна Каролина и тамо стекао звање доктора медицине 1982. године.
У том периоду је радио на Универзитету Џонс Хопкинс у Балтимору, у савезној држави Мериленд.
У Институту за рак Дана—Фарбер (енгл. Dana–Farber Cancer Institute) Вилијам Келин је 1993. основао лабораторију за своја истраживања у сузбијању тумора.
Године 2002, постао је професор на Медицинском факултету Универзитета Харвард у Кембриџу, Масачусетс.

## Истраживања и откриће
Иако се вековима разумела важност кисеоника, дуго није било познато како се ћелије прилагођавају променама нивоа истог.
ВХЛ тумори (од енгл. Von Hippel–Lindau disease, VHL — „Фон Хипел—Линдауова болест”) и чињеница да су изазвани мутацијом гена који стварају низак ниво кисеоника у крви су заинтересовали Вилијама Келина да се бави истраживачким радом на том пољу. Каелин је претпоставио да можда постоји веза између стварања ВХЛ тумора и недостатка тела да детектује кисеоник.
Каелинов рад се ускладио с радом Питера Џ. Ратклифа и Грега Л. Семенза, те су заједно открили како ћелије могу да осете променљиву доступност кисеоника и прилагоде јој се. Током 1990-их, идентификовали су молекуларну машинерију која регулише активност гена као одговор на различите нивое кисеоника. 

### Нобелова награда
Шведска краљевска академија наука за добитнике Нобелове награде за физиологију или медицину 2019. прогласила је Вилијама Келина Млађег, Грега Л. Семенза и Питера Џ. Ратклифа за истраживање о томе како ћелије осећају промену доступног кисеоника и како се њој прилагођавају. Ово истраживање изузетно је важно за борбу против рака, анемија и многих других болести.

### Значај открића
Саопштење шведског института у образложењу доделе награде:
„Основни значај кисеоника познат је вековима, али процес прилагођавања ћелија променама нивоа кисеоника дуго је остао мистерија. Овогодишња Нобелова награда награђује рад који је открио молекуларне механизме који су укључени у прилагођавање ћелија на променљиво снабдевање кисеоником у телу”.

## Приватни живот
Био је ожењен Керолином Келин, хирургом за рак дојке, од 1988. до њене смрти 2015. године. Има двоје деце. 